# Cabra-cega (filme)
Cabra-cega é um filme brasileiro de 2005, do gênero drama, dirigido por Toni Venturi.

## Elenco
- Leonardo Medeiros como Tiago
- Débora Duboc como Rosa
- Jonas Bloch como Mateus
- Michel Bercovitch como Pedro
- Bri Fiocca
- Odara Carvalho
- Milhem Cortaz
- Renato Borghi
- Walter Breda
- Elcio Nogueira

## Prêmios
Festival de Brasília
- Recebeu cinco Candangos de Ouro nas categorias de Melhor Filme - Júri Popular, Melhor Diretor, Melhor Ator (Leonardo Medeiros), Melhor Roteiro e Melhor Direção de Arte.[3]
- Recebeu o Prêmio Especial pela Pesquisa Histórica.[3]

Festival de Campo Grande
- Recebeu o prêmio de Melhor Filme - Júri Popular[3]